# Tropidodipsas repleta
Espèce
Statut de conservation UICN

 DD  : Données insuffisantes
Tropidodipsas repleta  est une espèce de serpents de la famille des Dipsadidae.

## Répartition
Cette espèce est endémique de l’État du Sonora au Mexique.

## Description
Dans leur description les auteurs indiquent que le spécimen en leur possession mesure environ 38 cm dont 8 cm pour la queue. Son dos est uniformément noir et présente des anneaux de couleur blanche (une trentaine entre le corps et la queue). Son ventre est entièrement noir sauf au niveau des anneaux.

## Étymologie
Son nom d'espèce, du latin repletus, « bien fourni », lui a été donné en référence aux nombreuses anneaux présents sur son corps et sa queue.

## Publication originale
- Smith, Lemos-Espinal, Hartman & Chiszar, 2005 : A new species of Tropidodipsas (Serpentes: Colubridae) from Sonora, Mexico. Bulletin of the Maryland Herpetological Society, vol. 41, p. 39-41 (texte intégral).